# Campeonato Potiguar 1995
In 1995 werd het 76ste Campeonato Potiguar gespeeld voor voetbalclubs uit de Braziliaanse staat Rio Grande do Norte. De competitie werd gespeeld van 5 maart tot 20 augustus en werd georganiseerd door de Federação Norte-rio-grandense de Futebol. Er werden twee toernooien gespeeld, omdat ABC beide won was er geen finale om de titel meer nodig.

## Eerste toernooi

### Eerste fase

#### Groep A
| Plaats | Club             | Wed. | W | G | V | Saldo | Ptn. |
| ------ | ---------------- | ---- | - | - | - | ----- | ---- |
| 1.     | América de Natal | 10   | 6 | 3 | 1 | 14:4  | 21   |
| 2.     | Alecrim          | 10   | 6 | 2 | 2 | 18:7  | 20   |
| 3.     | ABC              | 10   | 6 | 1 | 3 | 18:10 | 19   |
| 4.     | Vênus            | 10   | 4 | 1 | 5 | 18:14 | 13   |
| 5.     | Emserv           | 10   | 1 | 3 | 6 | 7:22  | 6    |
| 6.     | Força e Luz      | 10   | 1 | 2 | 7 | 4:22  | 5    |

|  | Geplaatst voor halve finale |

#### Groep B
| Plaats | Club                | Wed. | W | G | V | Saldo | Ptn. |
| ------ | ------------------- | ---- | - | - | - | ----- | ---- |
| 1.     | Corintians          | 10   | 5 | 4 | 1 | 17:8  | 19   |
| 2.     | Potiguar de Mossoró | 10   | 5 | 2 | 3 | 18:15 | 17   |
| 3.     | Caicó               | 10   | 3 | 6 | 1 | 9:7   | 15   |
| 4.     | Baraúnas            | 10   | 2 | 4 | 4 | 6:8   | 10   |
| 5.     | Desportiva          | 10   | 2 | 3 | 5 | 8:13  | 9    |
| 6.     | Currais Novos       | 10   | 2 | 3 | 5 | 7:14  | 9    |

|  | Geplaatst voor halve finale |

### Halve finale
| Team #1             | Tot.  | Team #2          | 1ste wed | 2de wed |
| ------------------- | ----- | ---------------- | -------- | ------- |
| Caicó               | 1 - 4 | América de Natal | 1 - 2    | 0 - 2   |
| Potiguar de Mossoró | 7 - 2 | Alecrim          | 2 - 0    | 5 - 2   |
| ABC                 | 3 - 1 | Corintians       | 1 - 0    | 2 - 1   |

### Finalegroep
| Plaats | Club                | Wed. | W | G | V | Saldo | Ptn. |
| ------ | ------------------- | ---- | - | - | - | ----- | ---- |
| 1.     | ABC                 | 4    | 3 | 0 | 1 | 8:4   | 9    |
| 2.     | Potiguar de Mossoró | 4    | 2 | 1 | 1 | 6:4   | 7    |
| 3.     | América de Natal    | 4    | 0 | 1 | 3 | 3:9   | 1    |

|  | Geplaatst voor finale |

## Eerste toernooi

### Eerste fase

#### Groep A
| Plaats | Club             | Wed. | W | G | V | Saldo | Ptn. |
| ------ | ---------------- | ---- | - | - | - | ----- | ---- |
| 1.     | América de Natal | 10   | 7 | 2 | 1 | 14:5  | 23   |
| 2.     | ABC              | 10   | 6 | 2 | 2 | 19:10 | 20   |
| 3.     | Força e Luz      | 10   | 4 | 1 | 5 | 8:11  | 13   |
| 4.     | Alecrim          | 10   | 3 | 1 | 6 | 15:20 | 10   |
| 5.     | Vênus            | 10   | 2 | 4 | 4 | 13:17 | 10   |
| 6.     | Emserv           | 10   | 2 | 2 | 6 | 12:18 | 8    |

|  | Geplaatst voor halve finale |

#### Groep B
| Plaats | Club                | Wed. | W | G | V | Saldo | Ptn. |
| ------ | ------------------- | ---- | - | - | - | ----- | ---- |
| 1.     | Desportiva          | 10   | 5 | 3 | 2 | 14:10 | 18   |
| 2.     | Baraúnas            | 10   | 4 | 4 | 2 | 13:7  | 16   |
| 3.     | Corintians          | 10   | 4 | 3 | 3 | 19:12 | 15   |
| 4.     | Potiguar de Mossoró | 10   | 4 | 3 | 3 | 16:15 | 15   |
| 5.     | Caicó               | 10   | 3 | 5 | 2 | 12:9  | 14   |
| 6.     | Currais Novos       | 10   | 1 | 0 | 9 | 7:28  | 3    |

|  | Geplaatst voor halve finale |

### Halve finale
In geval van gelijkspel gaat de club met het beste resultaat in de competitie door. 
| Team #1     | Tot.  | Team #2          | 1ste wed | 2de wed |
| ----------- | ----- | ---------------- | -------- | ------- |
| Corintians  | 1 - 0 | América de Natal | 0 - 0    | 1 - 0   |
| Baraúnas    | 1 - 1 | ABC              | 0 - 0    | 1 - 1   |
| Força e Luz | 1 - 3 | Desportiva       | 0 - 2    | 1 - 1   |

### Finalegroep
| Plaats | Club       | Wed. | W | G | V | Saldo | Ptn. |
| ------ | ---------- | ---- | - | - | - | ----- | ---- |
| 1.     | ABC        | 4    | 1 | 2 | 1 | 2:1   | 5    |
| 2.     | Desportiva | 4    | 1 | 2 | 1 | 2:2   | 5    |
| 3.     | Corintians | 4    | 1 | 2 | 1 | 2:3   | 5    |

|  | Geplaatst voor finale |

## Kampioen
| Campeonato Potiguar de 1995 |
| Rio Grande do Norte         |
| --------------------------- |
| ABC Kampioen (43° titel)    |